# Черемшанка (приток Оби)
Черемшанка — река в Томской области России. Устье реки находится в 30 км от устья по левому берегу протоки Карга (она же № 3323), впадающей в Обь в 2103 км по левому берегу. Длина реки составляет 13 км.

## Данные водного реестра
По данным государственного водного реестра России относится к Верхнеобскому бассейновому округу, водохозяйственный участок реки — Обь от впадения реки Васюган до впадения реки Вах, речной подбассейн реки — Васюган. Речной бассейн реки — (Верхняя) Обь до впадения Иртыша.